# Ujung Batee
Ujung Batee är en udde i Indonesien.   Den ligger i provinsen Aceh, i den västra delen av landet, 1 800 km nordväst om huvudstaden Jakarta.
Terrängen inåt land är kuperad åt sydost, men söderut är den platt. Havet är nära Ujung Batee norrut.Runt Ujung Batee är det tätbefolkat, med 257 invånare per kvadratkilometer. Närmaste större samhälle är Banda Aceh, 14,6 km sydväst om Ujung Batee. Omgivningarna runt Ujung Batee är en mosaik av jordbruksmark och naturlig växtlighet.